# Замятино (Кимрский район)
Замятино — деревня в Кимрском районе Тверской области. Входит в состав Титовского сельского поселения.

## География
Находится в юго-восточной части Тверской области на расстоянии приблизительно 5 км на восток по прямой от станции Савёлово в городе Кимры.

## История
Известна с 1635 года, когда в ней было учтено 7 дворов. В 1859 году здесь (деревня Калязинского уезда Тверской губернии) было учтено 19 дворов.

## Население
Численность населения: 20 человек (1635 год), 171 (1859 год), 20 (русские 80 %) в 2002 году, 17 в 2010.